# Zabrachypus moldavicus
Zabrachypus moldavicus är en stekelart som beskrevs av Constantineanu 1969. Zabrachypus moldavicus ingår i släktet Zabrachypus och familjen brokparasitsteklar. Inga underarter finns listade i Catalogue of Life.